# Батлер, Чарльз, 1-й граф Арран
Чарльз Батлер (англ. Charles Butler, 1st Earl of Arran; 4 сентября 1671 — 17 декабря 1758) — англо-ирландский государственный и военный деятель, 1-й граф Арран (1693—1758), 1-й барон Батлер (1694—1758), де-юре 3-й герцог Ормонд, 3-й маркиз Ормонд, 14-й граф Ормонд, 8-й граф Оссори и 6-й виконт Тёрлс (1745—1758). Лорд опочивальни короля Вильгельма III (1699—1702), бригадир (с 1702), полковник 3-го полка конной гвардии (1703—1715), генерал-майор (1704), генерал-лейтенант (1708), губернатор Дуврского замка, генерал-фельдцейхмейстер Ирландии (1712—1714).

## Биография
Младший сын вице-адмирала Томаса Батлера, 6-го графа Оссори (1634—1680), и Эмилии фон Нассау (1635—1688). Внук Джеймса Батлера, 1-го герцога Ормонда, и младший брат Джеймса Батлера, 2-го герцога Ормонда.
8 марта 1693 года Чарльз Батлер получил титулы 1-го графа Аррана (пэрство Ирландии), 1-го виконта Туллога (пэрство Ирландии) и 1-го барона Батлера из Клугренана (пэрство Ирландии). В следующем году, 23 января 1694 года, для него был создан титул 1-го барона Батлера из Вестона в графстве Хантингдоншир (пэрство Англии).
Занимал должности и чины: полковник 5-го драгунского полка (1697—1703), Лорд опочивальни Вильгельма III (1699—1702), бригадир (с 1702), полковник 3-го полка конной гвардии (1703—1715), генерал-майор (1704), генерал-лейтенант (1708), губернатор Дуврского замка, генерал-фельдцейхмейстер Ирландии (1712—1714) и высший стюард Вестминстера (с 1715/1716).
Его старший брат, Джеймс Батлер, 2-й герцог Ормонд, был обвинён в поддержке Якобитского восстания 1715 года и лишен всех титулов, наград и поместий, которые были конфискованы английской короной. Однако, позднее было установлено, указ о конфискации, принятый парламентом Великобритании, применялся только к его британским титулами, а не к его ирландским титулам. Поэтому лорд Арран юридически унаследовал после смерти своего старшего брата 16 ноября 1745 года титулы 3-го герцога Ормонда, 3-го маркиза Ормонда, 14-го графа Ормонда, 8-го графа Оссори и 6-го виконта Тёрлса (пэрство Ирландии). Таким образом, Чарльз Батлер, 1-й граф Арран, был четвертым и последним членом линии Батлеров из Келкэша, который унаследовал этит титулы.
2 января 1722 года Джеймс Старый претендент, которого якобиты признавали как короля Якова III Стюарта, создал для Чарльза Батлера титул 1-го герцога Аррана в якобитской системе пэрства Англии.

## Брак

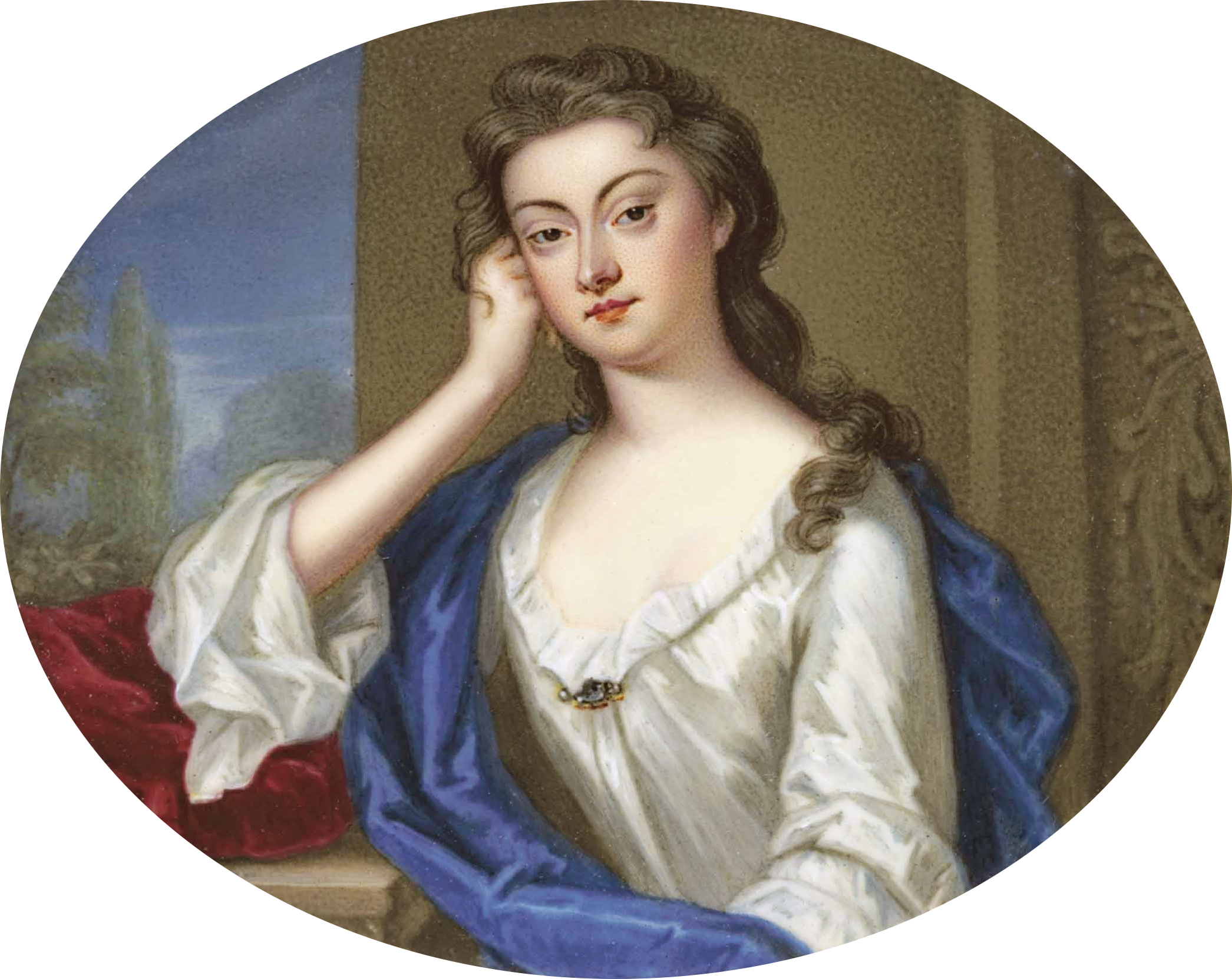
Элизабет Батлер, жена 1-го графа Аррана, автор Кристиан Фридрих Зинке

3 июня 1705 года в Оатлендсе (Вейбридж, графство Суррей) Чарльз Батлер женился на Элизабет Крю (ок. 1679 — 21 мая 1756), дочери Томаса Крю, 2-го барона Крю (ок. 1624—1697), и Анны Армин (1652—1719). Их брак был бездетным.

## Смерть и преемственность
Чарльз Батлер, 1-й граф Арран, скончался в своём доме в Уайтхолле в декабре 1758 года в возрасте 87 лет. Он был похоронен в церкви Святой Маргариты в Вестминстере.
После смерти бездетного Чарльза Батлера титулы графа Аррана, барона Батлера из Вестона и якобитского герцога Аррана прервались вместе с титулами герцога Ормонда и маркиза Ормонда (де-юре). Остальные де-юре ирландские титулы, в том числе графство Ормонд, унаследовал его родственник, Джон Батлер, 15-й граф Ормонд (ум. 1766).
Его претензии на титулы барона Батлера из Мур-парка и лорда Дингуолла (2-й герцог Ормонд был лишен этих титулов в 1715 году) перешли е его племяннице, леди Фрэнсис Элиот (ум. 1772), старшей дочери 1-го графа Грантема и сестры графа Аррана, леди Генриетты Батлер (ум. 1724), а затем к графам Купер (потомкам младшей дочери лорда Грантема). В 1871 году Фрэнсис Купер, 7-й граф Купер, был официально признан в качестве 4-го лорда Дингуолла.
Британский писатель Хорас Уоллоп, 4-й граф Оксфорд называл графа Аррана: «Безобидный старик, последний из славного дома Ормонд, сильно уважаемый якобитами».